# Канадский виски
Канадский виски (англ. Canadian whisky) — совокупность сортов виски, производимых в Канаде. Большинство видов канадского виски представляют собой крепкий алкогольный напиток, выгнанный на злаковой основе, содержащий в себе существенную часть спирта, полученного из кукурузы.
Когда канадские производители спиртных напитков начали добавлять небольшое количество ржаного зерна в основу для выгонки спирта, потребители стали охотно покупать новый изменённый виски с выраженным вкусом ржи, называя его «ржаным». Сегодня, как и в течение последних двух столетий, термины «ржаной виски» и «канадский виски» стали взаимозаменяемыми в Канаде и, согласно определению в канадском законодательстве, теперь относятся к одному и тому же продукту. Таким образом, канадский виски нередко содержит в себе лишь относительно небольшое количество спирта, полученного именно из зёрен ржи, при базовой основе на кукурузном виски.

## Особенности
Исторически сложилось так, что в Канаде виски на основе кукурузы, в состав которого добавляли немного ржаного виски, стали называть «ржаным».
Согласно канадскому Закону о пищевых продуктах и лекарствах для канадского виски установлены минимальные условия, которые должны быть выполнены, чтобы можно было маркировать напиток как «канадский виски» или «канадский ржаной виски» (или «ржаной виски»). Эти требования поддерживаются на международном уровне посредством соглашений о месте происхождения товара. Правила гласят, что виски должен быть «дистиллирован и выдержан в Канаде», «в небольших деревянных ёмкостях не менее трёх лет» и должен «иметь крепость не менее 40 градусов алкоголя по объёму», «может содержать карамельный краситель и ароматизатор». В пределах этих параметров сорта канадского виски могут значительно отличаться, особенно с учётом «ароматизатора» — хотя дополнительное требование, что они должны «обладать характерным ароматом и вкусом присущими канадскому виски», может действовать как ограничивающий фактор.

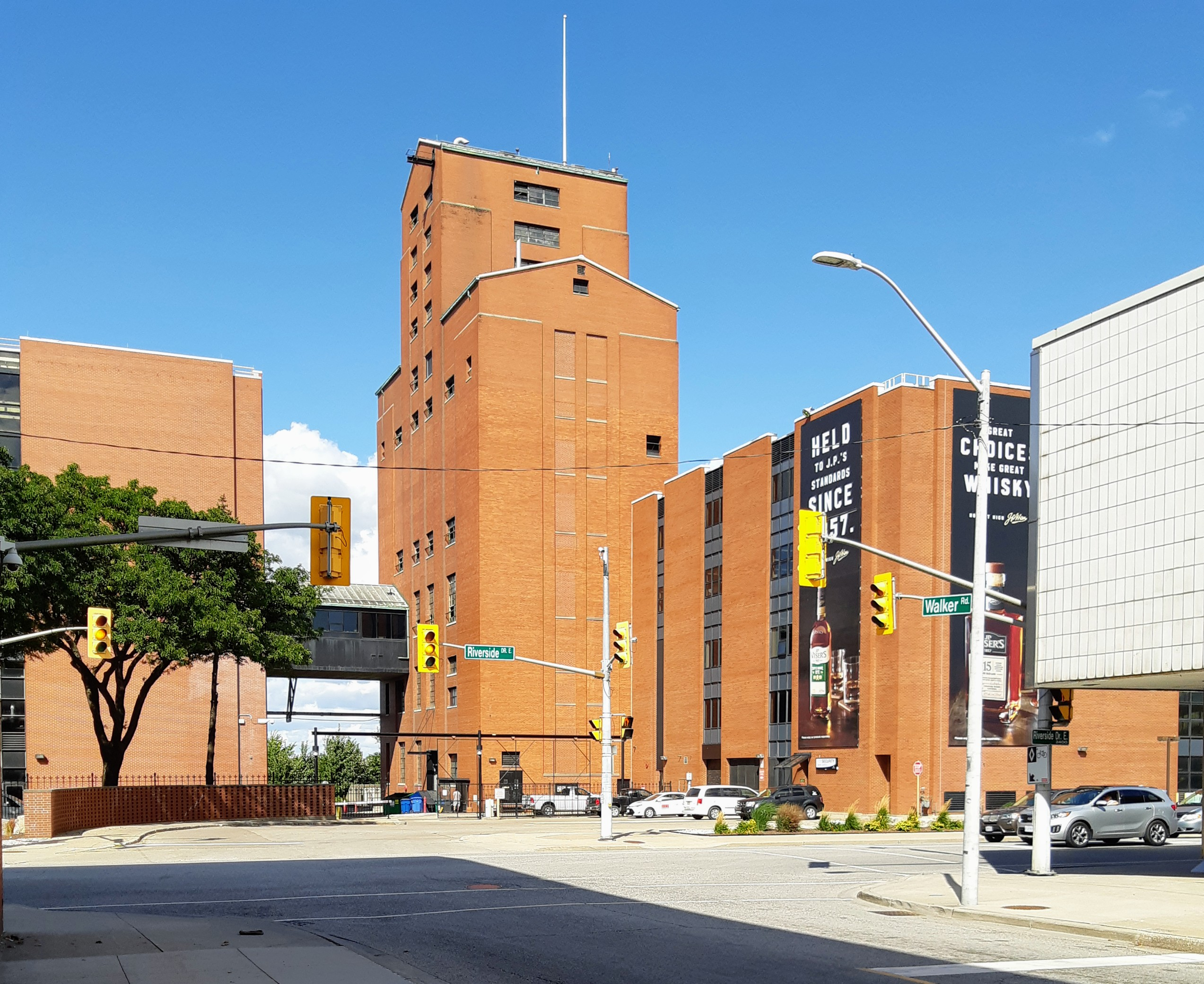
Hiram Walker Distillery в Уинсоре, Онтарио. Основанная в 1858 году, это старейшая действующая винокурня в провинции

Канадский виски, как правило, представляет собой смесь виски, изготовленных из спиртов, выгнанных из цельного зерна, в основном кукурузы и ржи, но иногда также пшеницы или ячменя. Иногда используются менее распространённые в винокурении зерновые в качестве дополнительных ароматизаторов виски. Доступность недорогой американской кукурузы с более высоким содержанием крахмала по сравнению с другими зерновыми культурами привела к тому, что её чаще всего используют для создания базовых виски, к которым добавляют ароматизаторы (виски на основе зерновых). Исключением из этого правила являются виски завода Highwood Distillery, который специализируется на производстве виски с использованием пшеницы, и Alberta Distillers, которые разработали собственный запатентованный штамм дрожжей, специализирующийся на перегонке ржаного спирта. Ароматизаторы виски, как правило, представляют собой сорта ржаного виски, смешанного с конечным продуктом для придания большей его части своего вкуса и аромата. В то время как канадский виски может быть обозначен как «ржаной виски», этот метод смешивания требует лишь небольшого процента виски на основе ржи (иногда ограничиваясь 10 % по объёму в конечном продукте) для создания аромата и привкуса.
Базовый виски перегоняется до крепости 180—190 пруфов, что снижает содержание сопутствующих вредных побочных продуктов, таких как сивушное масло, альдегиды, сложные эфиры и т. п. Продукт приобретает более лёгкий вкус. Для сравнения: американский виски с крепостью более 160 пруфов маркируется как «лёгкий виски». Ароматизирующие виски перегоняются обычное до меньшей крепости в пруфах в целях сохранения в них характерных зерновых ароматов. Относительная вкусовая лёгкость, присущая базовым виски в составе канадских брендов, делает канадский виски весьма востребованным в приготовлении алкогольных коктейлей и хайболлов. Минимальная трёхлетняя выдержка в небольших деревянных бочках применяется ко всем виски, используемым в смеси. Поскольку правила не ограничивают конкретный вид древесины, которую необходимо использовать, можно добиться разнообразия вкусов, смешивая виски, выдержанные в разных типах бочек. В дополнение к новым деревянным бочкам, обожжённым или изготовленным без обработки огнём, аромат канадского виски приобретается выдержкой напитка в бочках из-под бурбона или бренди, варьируя время выдержки.

## История

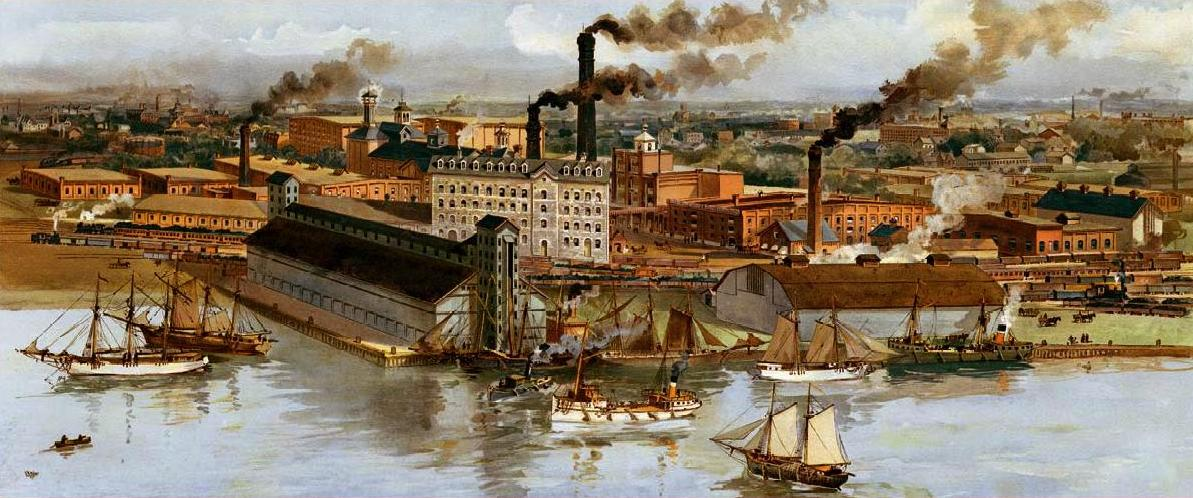
была основана в Торонто в 1837 году изначально как мукомольная компания. Винокурение вскоре стало основным бизнесом предприятия, сделав его крупнейшим производителем виски Канады в 1860-х годах

В XVIII и начале XIX веков излишки зерна, не перерабатываемые канадскими мукомольными производствами, всё чаще перегонялись в виски. Большинство тех сортов виски представляли собой низкокачественный продукт. В основном, виски тех времён не проходили выдержки в бочках. Методы и технологии дистилляции были привезены в Канаду иммигрантами из Америки и Европы, имевшими опыт перегонки спиртных напитков из пшеницы и ржи. Этот ранний канадский пшеничный виски получали в разнообразных импровизированных перегонных кубах, зачастую из зерна, близкому к потере товарных кондиций. Никаких общепринятых стандартов виски не было. Спиртной напиток производился без соблюдения уровня крепости и потреблялся без выдержки на местном рынке. По своим характеристикам он был ближе скорее к самогону, чем к виски.

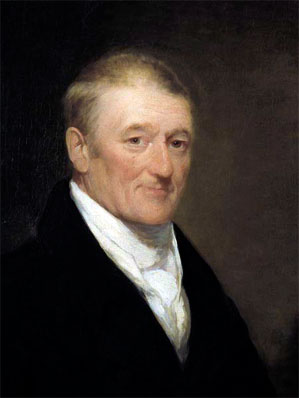
Предприниматель стал основоположником коммерческого производства и экспорта канадского виски

Первое коммерческое производство виски в Канаде началось в 1801 году, когда предприниматель Джон Молсон купил в Монреале перегонный куб, который ранее использовался для производства рома. Вместе со своим сыном Томасом Молсоном и коммерческим партнёром Джеймсом Мортоном Молсон управлял винокуренным заводом в Монреале и Кингстоне и первым начал экспортировать виски из Канады, воспользовавшись резким падением, по результатам Наполеоновских войн, поставок французского вина и бренди в Англию.
Компания Gooderham and Worts начала производить виски в 1837 году в Торонто в качестве побочного бизнеса по отношению к её изначальной специализации на мукомольном производстве, за счёт постоянно имевшихся зерновых излишков. Производство виски вскоре стало основным бизнесом компании. В объёмах произведённого виски она к 1850-м годам превзошла тогдашнего лидера на рынке канадского винокурения — Джона Молсона. Успехам Gooderham and Worts Ltd. способствовало расширение производства введением нового винокуренного завода в районе, который впоследствии стал целым районом Distillery District компании в Торонто.
Генри Корби начал перегонку виски в качестве побочного бизнеса на своей мельнице в 1859 году, которая стала известна как Корбивилль, а Джозеф Сиграм начал работать на мукомольной и винокуренной фабрике своего тестя Ватерлоо в 1864 году, которую он в конечном итоге купил в 1883 году. Американцы Хайрам Уокер и Дж. П. Уайзер переехали в Канаду: Уокер в Виндзор в 1858 году, чтобы открыть мукомольный завод и винокурню; и Уайзер в Прескотт в 1857 году, чтобы работать на винокурне своего дяди, где он начал гнать ржаной виски и был достаточно успешным, чтобы купить винокурню пять лет спустя.
Падение производства американского виски в результате Гражданской войны в США создало дополнительные возможности для экспорта канадского виски. Улучшение качества канадского виски, особенно у тех производителей, которые сделали обязательной выдержку своего виски, поддерживало на стабильном уровне количество экспортируемого канадского виски, даже после введения США послевоенных тарифов. В 1880-х годах Канада придерживалась экономического курса в рамках новой Национальной политики и установила высокие тарифы на иностранную алкогольную продукцию. Новшеством со стороны федерального правительства стало обязательное предпродажное условие от 1896 года розлива виски в бутылки, которое обуславливало минимальное время выдержки виски и обеспечивало отсрочку уплаты налогов на период созревания виски в бочках, что поощряло продажу выдержанного, а не молодого виски. В 1890 году Канада стала первой страной, которая ввела в действие закон о минимальной выдержке виски, составлявшей теперь не менее двух лет.
Растущее в США и Канаде движение за трезвый образ жизни привело к запрету алкоголя в Канаде в 1916 году, и винокурням пришлось либо специализироваться на экспортном рынке, либо перейти на альтернативную продукцию, такую, например, как промышленный спирт. Тем не менее, в 1920-1927 годах канадские провинции отменили запрет. Так, в Онтарио запрет действовал с 1916 по 1927 год, но канадское правительство не стало разрушать собственное производство спиртных напитков и допускало многочисленные исключения. Винокурни, различные пивоваренные и ликёроводочные заводы переориентировались на экспорт. Многие канадские производители виски только выиграли от удара американского сухого закона по собственным производителям. Так Совет по лицензиям на спиртные напитки в Онтарио выдавал множество разрешений на протяжении всей эпохи сухого закона. К 1927 году количество винокурен в провинции выросло до 67. Им было разрешено продавать до двух ящиков виски на руки. Пивоварням также разрешено экспортировать пиво. Кроме того, запрет на продажу алкоголя не распространялся на медицинские, религиозные или научные цели. Врачи могли прописывать пациентам алкоголь. Жители Онтарио злоупотребляли этой уловкой по максимуму: только к 1921 году канадские врачи выписали более 588 000 рецептов на алкоголь, а к 1924 году это число выросло до 815 000.

### Незаконный экспорт в США
Винокурни возле границы обслуживали бутлегеров во время сухого закона в США. Канадский виски занял тогда существенную долю в незаконном обороте в США. Винокурня Хайрама Уокера в Виндзоре, Онтарио, расположенная прямо через реку Детройт на границе между Канадой и Соединёнными Штатами, обслуживала бутлегеров, которые использовали небольшие и быстрые лодки.
В Гамильтоне, Онтарио, канадский «король бутлегеров» Рокко Перри специализировался в те годы на нелегальном экспорте виски от канадских производителей виски Seagram, Gooderham and Worts, Hiram Walker & Sons в Соединённые Штаты. Незаконный оборот канадского виски в США канадскими и американскими бутлегерами помог многим канадским производителям виски получить тогда значительную долю американского рынка.

## Бренды канадского виски

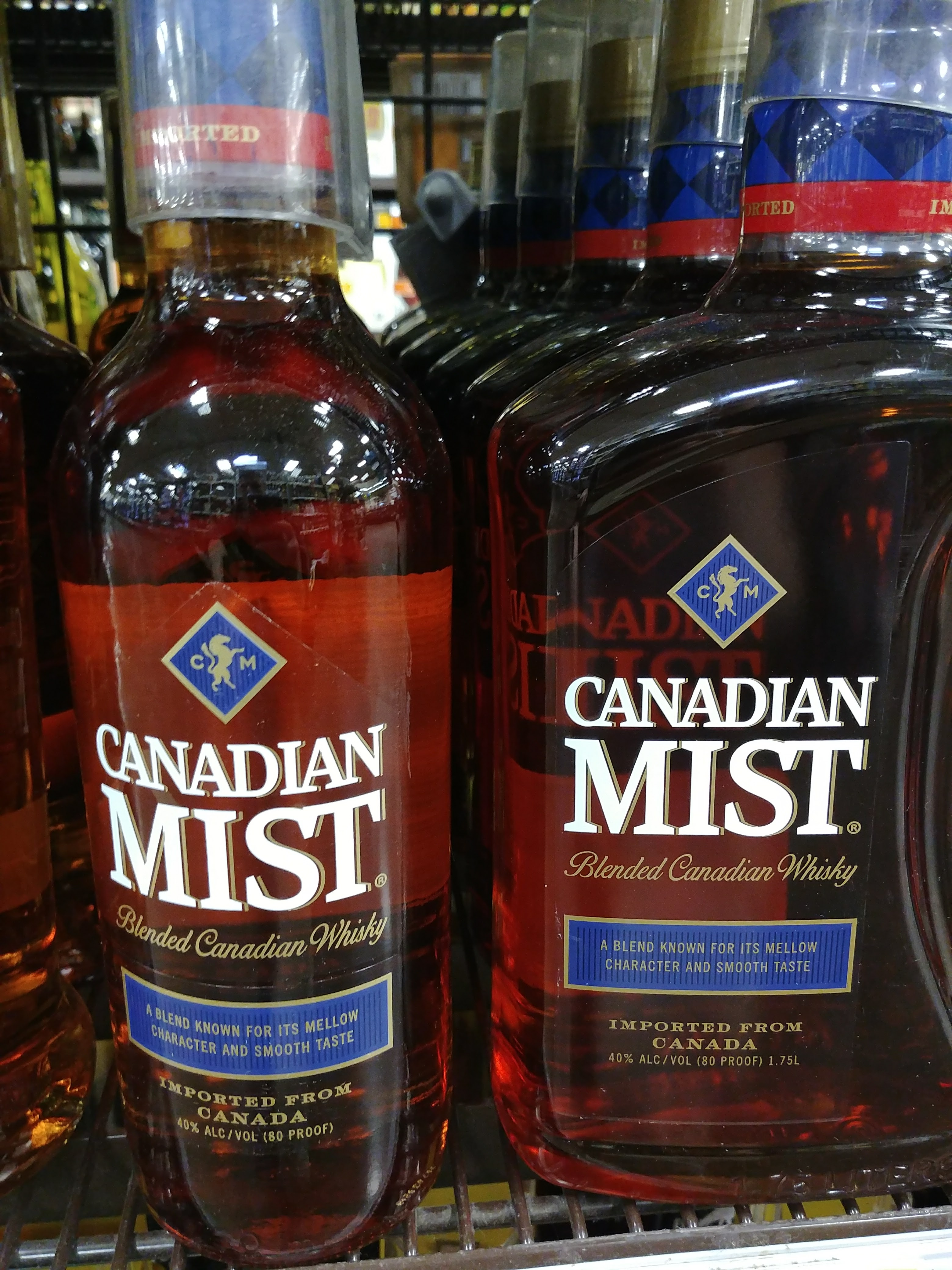
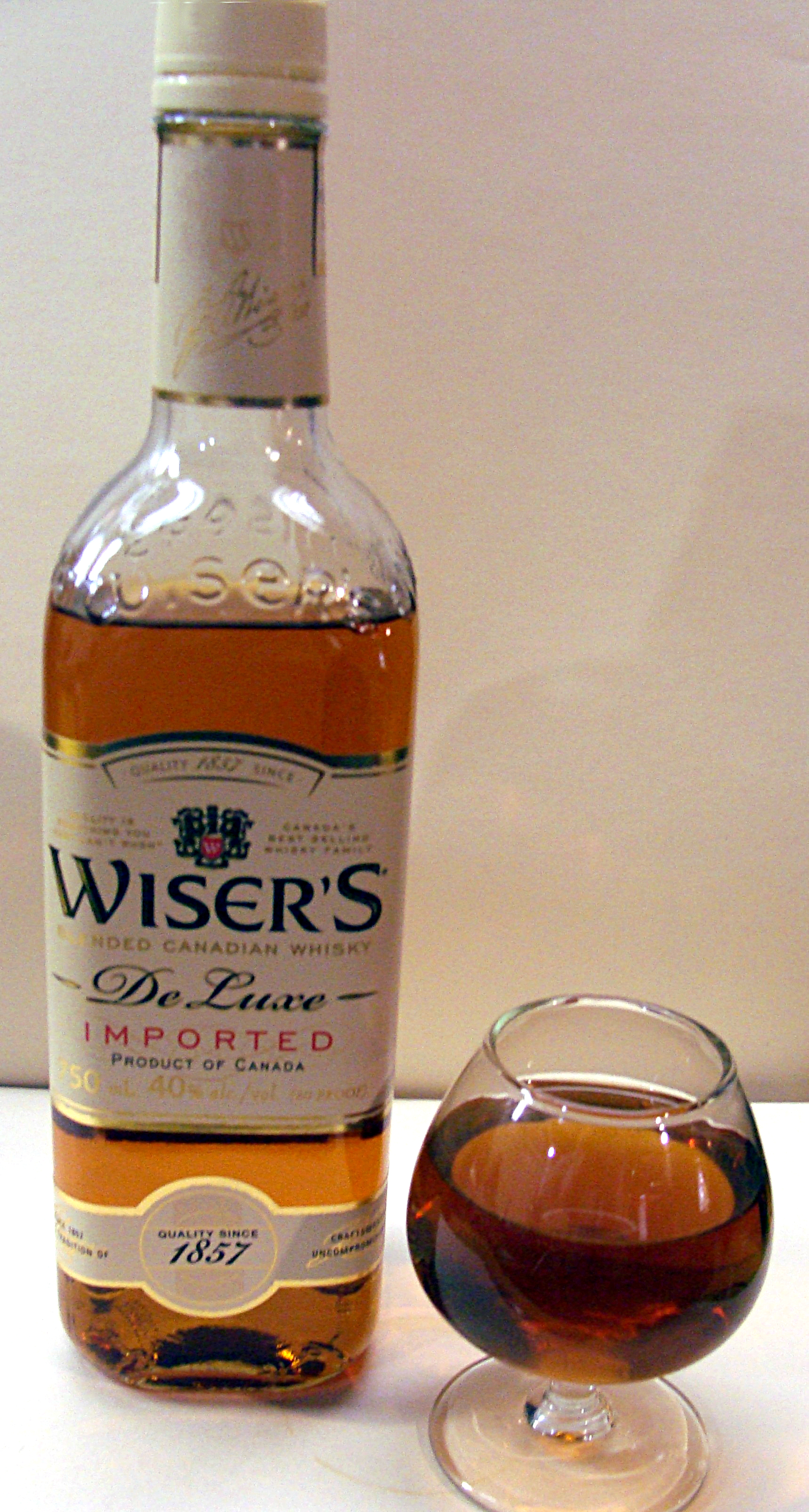
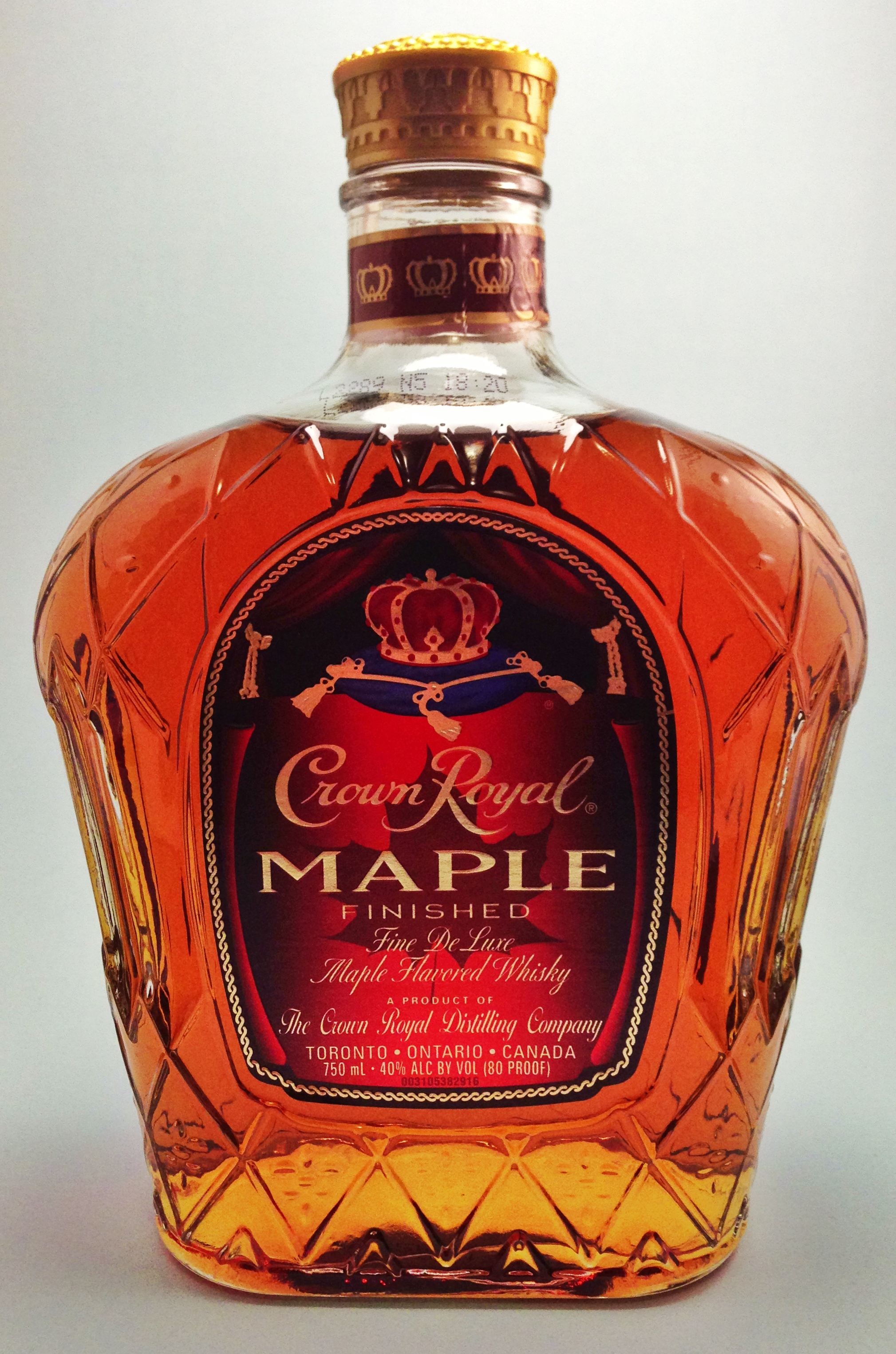
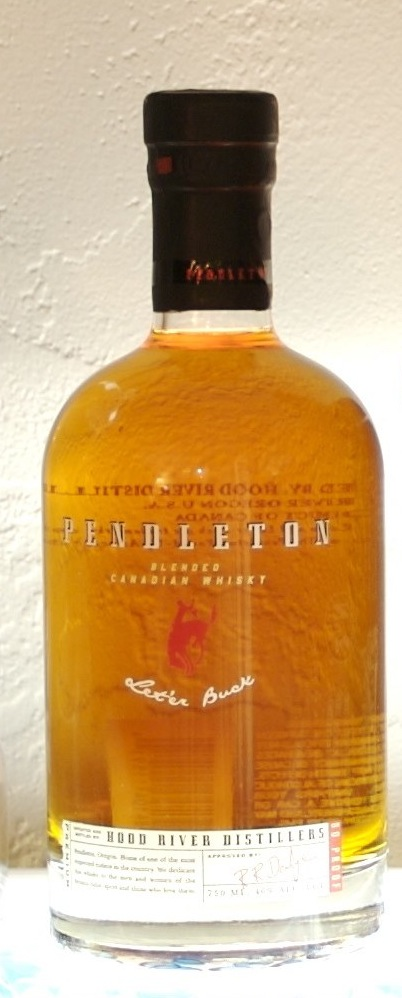
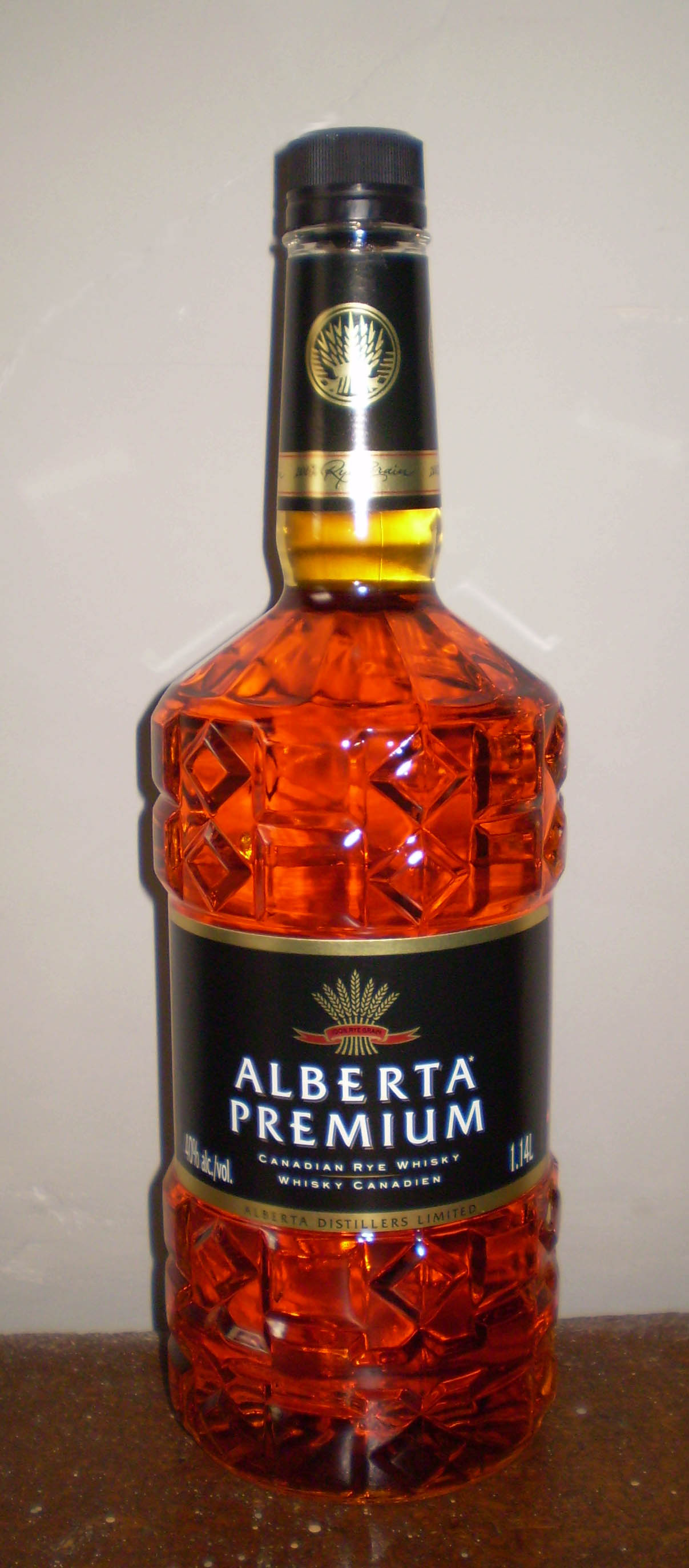
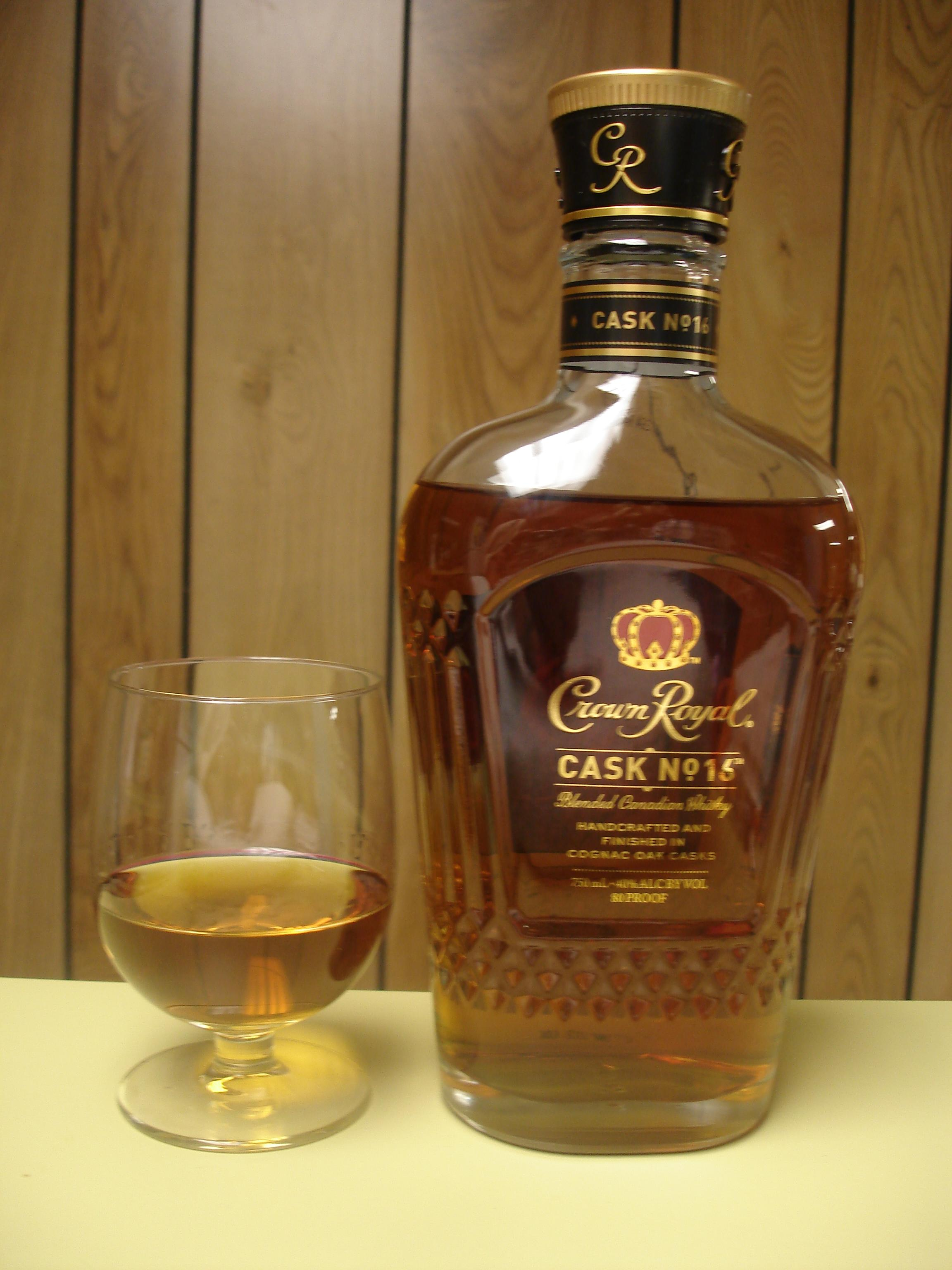
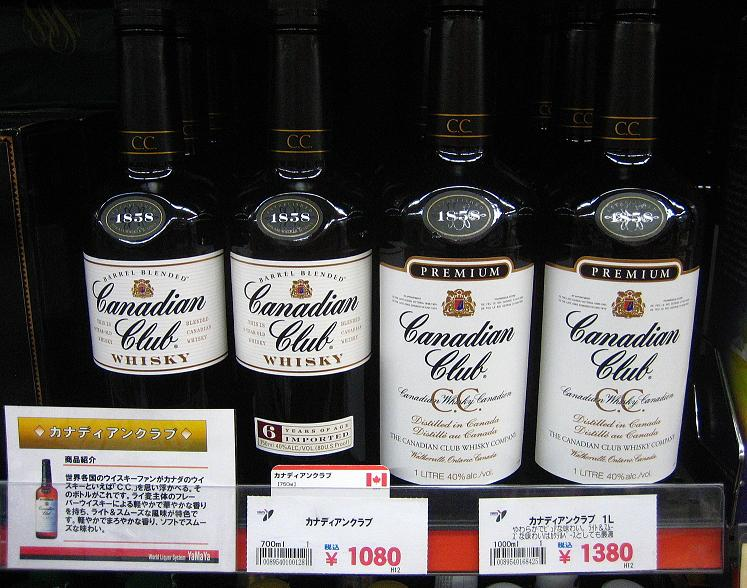
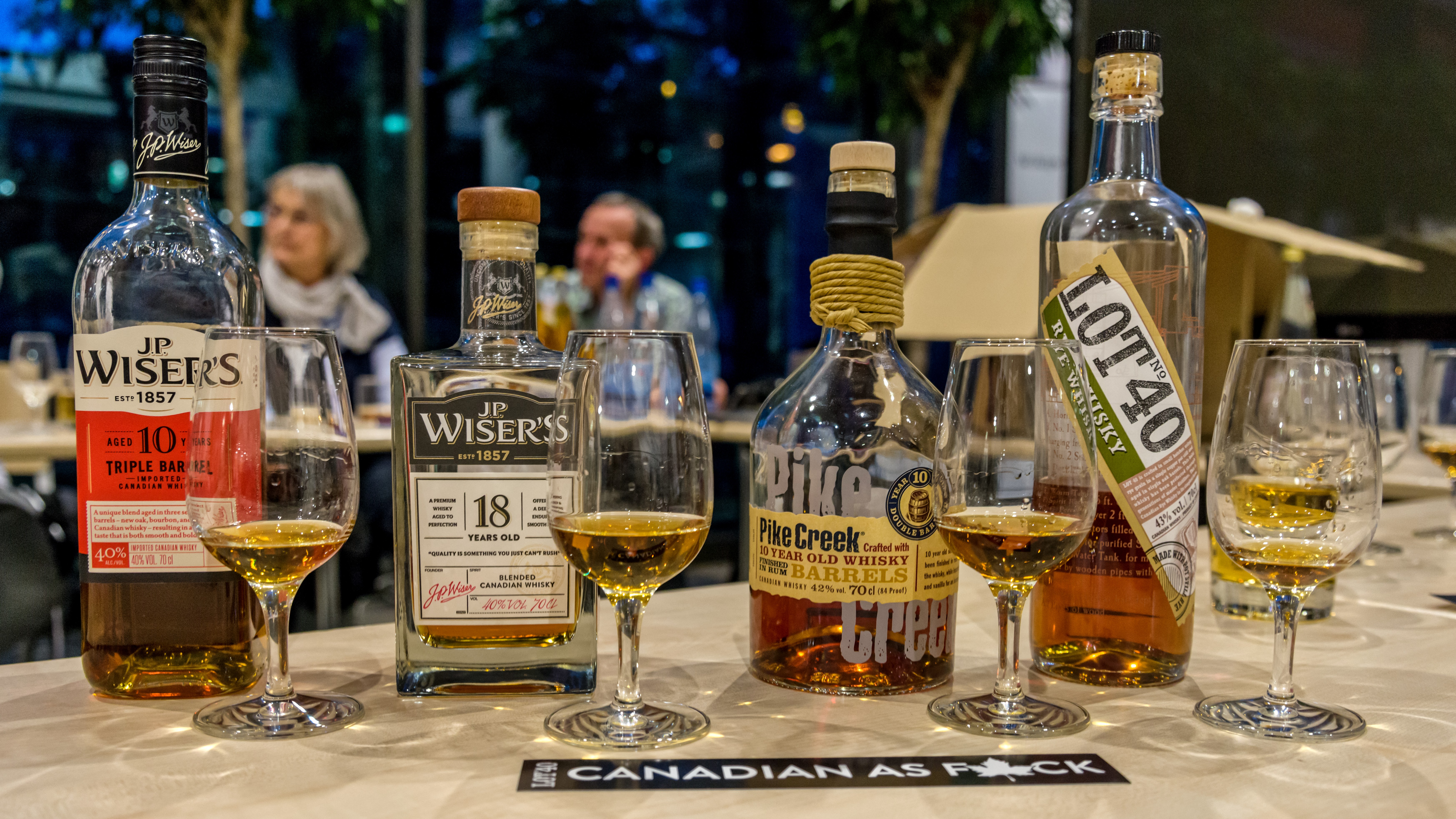